# Straßenradsport-Weltmeisterschaften 1969
Die Straßenradsport-Weltmeisterschaften 1969 fanden für die Profis am 10. August im belgischen Zolder und für die Amateure vom 22. bis 24. August in der Tschechoslowakei, in Brünn, statt.
Für 1969 hatte sich die Tschechoslowakei um die Austragung der Weltmeisterschaften beworben, wollte aber nur die Amateur-Wettbewerbe ausrichten. Schon im Vorjahr waren die Wettbewerbe getrennt nach olympischen und nicht-olympischen Disziplinen gewesen. In diesem Jahr fand lediglich das Profi-Rennen in Zolder statt, die übrigen Rennen, auch das der Frauen, in Brünn.

## Rennen der Profis
Für das Profi-Rennen wurde die 8,762 Kilometer lange Motorsport-Rennstrecke von Circuit Zolder gewählt, trotz Protesten von Eddy Merckx, der auf dieser flachen Strecke keine Chancen für sich sah. Der belgische Radsportverband entschied sich jedoch gegen die Interessen eines seiner besten Fahrer, da man auf der Rennstrecke Eintritt erheben konnte. Es gingen 93 Fahrer an den Start, von denen zwei Drittel das Ziel erreichten. Weltmeister wurde der Außenseiter Harm Ottenbros aus den Niederlanden. Der abgeschlagene Merckx scherte 300 Meter vor dem Ziel aus dem Peloton aus und verschwand, um nicht an den vollbesetzten Tribünen vorbeifahren zu müssen. Bester Deutscher wurde Rolf Wolfshohl auf Rang zehn.

## Rennen der Amateure und der Frauen
Im Amateur-Straßenrennen gingen 171 Fahrer aus 31 Nationen an den Start, dabei zehn deutsche wie Jürgen Tschan, Wilfried Trott und Algis Oleknavicius. Gefahren wurde auf dem Masaryk-Ring. Bester Deutscher auf Platz 55 wurde Josef Flachs aus Aachen. Der Deutsche Meister Michael Becker wurde disqualifiziert, weil er sich außerhalb der dafür vorgesehenen Zone verpflegt hatte. Den abermaligen Sieg der schwedischen Fåglum-Brüder im Mannschaftszeitfahren kommentierte die Zeitschrift Radsport: „Gegen diese Petterssons ist kein Kraut gewachsen“.
Bei dem Rennen der Frauen, das unter strömendem Regen litt, waren 43 Fahrerinnen am Start. Die Strecke war mit rund 69,7 Kilometern nahezu 15 Kilometer länger als die in den Jahren zuvor. Die Siegerin, die US-Amerikanerin Audrey McElmury, kam mit 50 Sekunden Vorsprung ins Ziel und errang damit das erste Regenbogentrikot für die USA seit 1912, als Frank Kramer Sprint-Weltmeister auf der Bahn geworden war. McElmury, die im Vorjahr Fünfte der WM geworden war, hatte ihre Reisekosten selbst übernehmen müssen, da der US-Radsportverband (angeblich) nicht genug Geld hatte. Für die Offiziellen in Brünn war ihr Sieg derart überraschend, dass es eine halbe Stunde dauerte, bis man ein Band mit der amerikanischen Nationalhymne aufgetrieben hatte.
Zwei deutsche Fahrerinnen – Gisela Nagel und Ursula Bürger – waren am Start, die im Mittelfeld landeten. Die Berichterstattung über das Rennen der Frauen in der deutschen Fachzeitschrift Radsport fiel in diesem Jahr deutlich ausführlicher und anerkennender aus als in den Jahren zuvor. Allerdings konnte sich auch dieser Berichterstatter (Helmer Boelsen) nicht verkneifen zu erwähnen, dass die Siegerin Audrey McElmury Mutter eines zweijährigen Sohnes sei, und dass die deutschen Fahrerinnen diese „Tortur“ „erschöpft“ und „wacker“ überstanden sowie dem starken Regen getrotzt hätten „trotz der leidenden Frisuren“ (sie trugen Helme!).

## Politisches Umfeld
Der Termin der Weltmeisterschaften in Brünn kollidierte mit dem ersten Jahrestag des Einmarschs der Ostblock-Staaten in die Tschechoslowakei zur Niederschlagung des Prager Frühlings: In den Straßen standen russische Panzer, bewaffnete Soldaten patrouillierten, und die Zuschauer am Straßenrand bejubelten die amerikanischen Sportler euphorisch. Dementgegen herrschte „[…] eisiges Schweigen beim Einzug der Fahne mit Hammer und Zirkel aus Ostdeutschland, wütende Pfiffe und hektische Ablehnung für die rote Fahne der Sowjetunion“. Der Präsident des tschechoslowakischen Radsportverbandes, Dr. Rudolf Böhm, bat die Zuschauer, Pfeifen und Buhen gegen russische Fahrer einzustellen, da ansonsten die Rad-WM gefährdet sein könne, aber diese hielten sich nicht daran.

## Ergebnisse

### Frauen
Straßeneinzelrennen über 69,7 km
| Platz | Athlet                | Land | Zeit         |
| ----- | --------------------- | ---- | ------------ |
| 1     | Audrey McElmury       | USA  | 2:04:27 h    |
| 2     | Bernadette Swinnerton | GBR  | 2:05:37 h    |
| 3     | Nina Trofimowa        | URS  | gleiche Zeit |

### Männer – Profis
Straßeneinzelrennen über 262,860 km
| Platz | Athlet           | Land | Zeit                    |
| ----- | ---------------- | ---- | ----------------------- |
| 1     | Harm Ottenbros   | NED  | 6:23:44 h (41,099 km/h) |
| 2     | Julien Stevens   | BEL  | gl. Zeit                |
| 3     | Michele Dancelli | ITA  | + 2:21 min              |

### Männer – Amateure
Straßeneinzelrennen über 181,233 km
| Platz | Athlet                 | Land | Zeit                    |
| ----- | ---------------------- | ---- | ----------------------- |
| 1     | Leif Mortensen         | DEN  | 4:38:30 h (39,924 km/h) |
| 2     | Jean-Pierre Monseré    | BEL  | 4:39:29 h               |
| 3     | Gustaaf Van Roosbroeck | BEL  | gleiche Zeit            |

Mannschaftszeitfahren (96,9 km)
| Platz | Land | Mannschaft                                                          | Zeit      |
| ----- | ---- | ------------------------------------------------------------------- | --------- |
| 1     | SWE  | Erik Pettersson/Gösta Pettersson/ Sture Pettersson/Tomas Pettersson | 2:01:17 h |
| 2     | DEN  | Mogens Frey/Jørgen Emil Hansen/ Jørn Lund/Leif Mortensen            | 2:03:02 h |
| 3     | SUI  | Xaver Kurmann/Bruno Hubschmid/ Josef Fuchs/Walter Bürki             | 2:07:58 h |